# Un grosminet à la mer
Pour plus de détails, voir Fiche technique et Distribution.
Un grosminet à la mer (titre original : Tweety's S.O.S.) est un court métrage d'animation américain de la série Merrie Melodies mettant en scène  le canari Titi, Sylvestre le chat (Grominet) et Mémé,, réalisé par Friz Freleng, sorti en 1951.

## Synopsis
Au début du dessin animé, Grosminet a faim et cherche dans les poubelles de la nourriture mais il ne trouve rien. Il décide alors de chasser Titi qui est à bord d'un navire, mais il est dérangé dans sa tâche à cause de Mémé et de son mal de mer.

## Fiche technique
Sauf indication contraire, les informations mentionnées dans cette section peuvent être confirmées par la base de données cinématographiques IMDb,  présente dans la section « Liens externes ».
- Titre original : Tom and Jerry: Snowman's Land
- Titre français : Un grosminet à la mer
- Réalisation : Friz Freleng (comme : I. Freleng)
- Scénario : Warren Foster
- Montage : Treg Brown (non crédité)
- Musique : Carl W. Stalling (non crédité)
- Producteur : Edward Selzer (non crédité)
- Société de production : Warner Bros. Animation
- Société de distribution : Warner Home Video
- Pays d’origine : États-Unis
- Langue originale : Anglais américain
- Format : Couleur (Technicolor) — 35 mm — 1,37:1 — Son : Mono
- Genre : Film d'animation, Comédie
- Durée : 7 minutes et 30 secondes
- Dates de sortie : 
  - États-Unis : 22 septembre 1951

## Distribution
Sauf indication contraire, les informations mentionnées dans cette section peuvent être confirmées par la base de données cinématographiques IMDb,  présente dans la section « Liens externes ».
Voix originales :
- Mel Blanc : Grominet, Titi et le captaine du bateau (voix)
- Bea Benaderet : Mémé (non créditée) (voix)